# Храм Апостола Иоанна Богослова под Вязом
Храм Свято́го Апо́стола Иоа́нна Богосло́ва под Вя́зом (Иоа́нно-Богосло́вский храм у Китайгоро́дской стены́) — православный храм в Тверском районе Москвы, при Российском православном университете. Принадлежит к Иверскому благочинию Московской епархии Русской православной церкви.
Возведён в 1825—1837 годах. Вскоре после революции церковь закрыли, и в 1934-м здание передали в ведение Музея истории и реконструкции Москвы.

## История

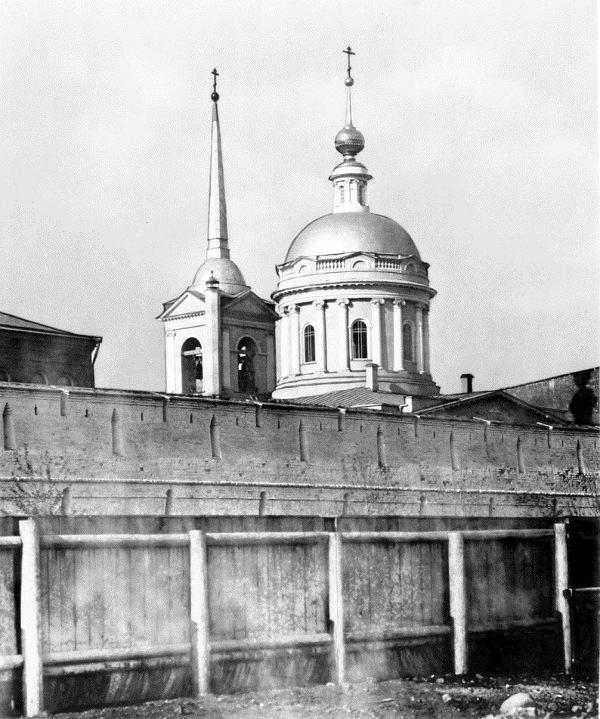
Храм Иоанна Богослова под Вязом, фото 1883 года

### Строительство
Первые упоминания о храме Иоанна Богослова под Вязом содержатся в Никоновской летописи и связаны с пожаром 1493 года. Однако других сведений о первой деревянной церкви не сохранилось. Вероятно, её появление было связано с фортификационным острожком, поставленным за пределами посада для защиты подступов к городу с восточной стороны. Она вошла в состав Москвы только в первой половине XVI века при строительстве восточной части Китайгородской стены, в дальнейшем неоднократно горела и перестраивалась. В Смутное время храм был разграблен польскими интервентами, и уже задолго после окончания войны церковь перестроили в камне. В книге «Исторические известия о всех церквях столичного города Москвы» указано, что новое здание возвели в 1626-м и обе церкви долгое время находились рядом. Но большинство историков датирует реконструкцию 1658 годом.
Историки высказывают разные предположения о возникновении названия «под Вязом». По распространённой версии, оно связано с массивным деревом, произраставшим рядом с церковью и храмовым кладбищем до 1775 года. Историк Пётр Сытин полагает, что церковь получила своё наименование в честь густого леса, защищавшего восточную часть Кремля до XV века.
К 1825 году церковь сильно обветшала и была разобрана до основания, через двенадцать лет на её месте закончили возведение нового двухъярусного храма. Доподлинно неизвестно, кто был автором проекта реконструкции. По одним данным, архитектором выступал Иван Таманский, по другим — работы проходили под руководством Осипа Бове. Существует также версия о причастности архитекторов С. П. Обитаева и Л. П. Карлони.
Тёплое помещение нижнего этажа освятили уже в 1829-м в честь Покрова Пресвятой Богородицы. Через пять лет его дополнили приделом во имя святителя Митрофана Воронежского, а ещё через год — приделом чудотворца Николая Угодника. Верхний храм открыли только в 1837 году и освятили в честь Иоанна Богослова, два его придела — в честь евангелиста Луки и Обретения главы Иоанна Предтечи. Вскоре здание расширили с запада колокольней, а со стороны площади комплекс фланкировали двумя домами причта.
В 1882 году внутреннее убранство церкви обновили, заменив иконостасы. Но уже в 1925-м церковь закрыли, её главы разобрали, кресты демонтировали, а внутри соорудили дополнительные межэтажные перекрытия. В течение десятилетия ликвидировали также шпиль и верхний ярус колокольни. Перестроенные помещения занял архив, с 1934 года в здании располагался Московский коммунальный музей, позднее реорганизованный в Музей истории и реконструкции Москвы.

### Внешний вид
Ансамбль церкви Иоанна Богослова под Вязом признан ярким образцом поздней ампирной архитектуры. В нижней части главный фасад декорирован рустом, в восточной — представлен шестиколонным портиком, антаблемент которого обильно украшен лепниной. Храм не имеет алтарного выступа за красную линию улицы. Верхняя часть здания представлена в виде светового барабана, декорированного по периметру ионической колоннадой. Остальные постройки комплекса выполнены в схожей стилистике с главным домом и представляют гармоничную композицию. Ярус звона колокольни устроен на одном уровне с куполом храма, двухэтажные дома причта объединены со зданием церкви арками-воротами с фигурными завершениями.

### Современность

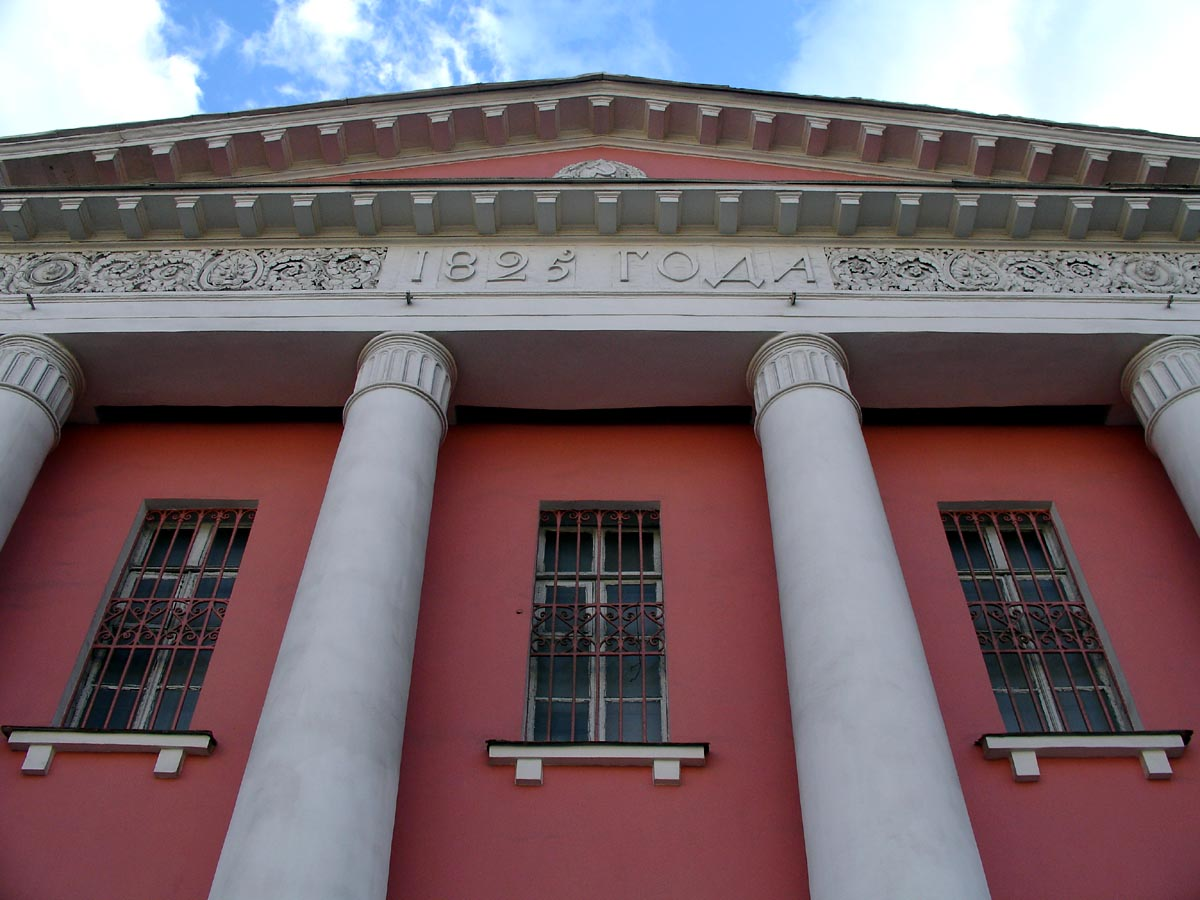
Оформление храмового портика, 2007 год

В 1978 году храм реконструировали, в 1992-м здание передали в ведение Русской православной церкви. Тем не менее администрация и выставочные залы Музея реконструкции Москвы продолжали занимать церковь на Новой площади, хотя в 2006 году Градостроительный совет Москвы выделил для организации комплекс Провиантских складов на Зубовском бульваре.
В 2010-м патриарх Кирилл наделил храм статусом домовой церкви при Российском православном университете. Ректор университета игумен Пётр (Еремеев) был назначен также настоятелем храма. После обращения студентов и преподавателей к председателю Совета Федерации Сергею Миронову и мэру Москвы Сергею Собянину музейным работникам было выдано предписание об освобождении площадей к началу октября 2011 года. 9 октября в храме провели первую литургию. Позднее в ознаменование возобновления богослужений организации передали частицы Ризы и Покрова Богородицы, ковчег с частицей главы великомученика Георгия Победоносца и частицы мощей святых Петра и Февронии. В декабре 2011 года патриарх Кирилл освятил храмовый крест, в этот же период в здании провели первоначальные реставрационные работы. Через год в стенах церкви временно выставлялся реликварий с частицей мощей святого Николая Угодника, привезённый из Венеции в связи с открытием научно-образовательной конференции «Сорок сороков: Никольские храмы Москвы». Кроме того, в домовом храме Российского православного университета регулярно устраивают выставки, конференции и встречи молодёжи.
В 2014—2016 годах проходила полноценная реставрация комплекса, во время которой воссоздали утраченные фрагменты, отреставрировали стены и верхнюю часть колокольни, усилили несущие перекрытия и приспособили часть помещений для устройства аудиторий университета. Общая стоимость работ превысила 78 млн рублей, которые выделили из городского бюджета.
30 декабря 2021 года указом патриарха Московского и всея Руси Кирилла настоятелем храма назначен ректор Российского православного университета, патриарший наместник Московской митрополии, митрополит Крутицкий и Коломенский Павел.